# Mario Szichman
Mario Szichman (* 2. Januar 1945 in Buenos Aires, Argentinien; † 29. Juni 2018 in New York City) war ein argentinischer Schriftsteller.

## Leben
Mario Szichman wurde als Nachfahre einer jüdischen Einwandererfamilie in Buenos Aires geboren, studierte dort Jura und ging 1967 zuerst nach Kolumbien, dann nach Venezuela, wo er seinen ersten Roman Crónica falsa schrieb. Zwischen 1971 und 1975 arbeitete Szichman wieder in Argentinien, musste dann aber auf Grund der immer gefährlicher werdenden politischen Situation wieder emigrieren. Er arbeitete als Journalist und ging dann nach New York, wo er bis zuletzt lebte.

## Auszeichnungen und Preise
- Anerkennungspreis beim Premio Casa de las Américas (Havanna) 1969 für Crónica falsa
- Premio Norte 1980 für A las 20:25, la Señora entró en la inmortalidad

## Werke

### Romane
- Crónica falsa. Buenos Aires: Jorge Álvarez, 1969
- Los judíos del Mar Dulce. Buenos Aires/Caracas: Ed. Galerna/Síntesis 2000, 1971 (erweiterte Neuauflage: New Jersey: Editorial Aleph, 2013)
- La verdadera crónica falsa. Buenos Aires: Centro Editor de América Latina, 1972
- A las 20:25, la Señora entró en la inmortalidad. Hanover: NH: Ed. del Norte, 1981 (Neuauflage: New Jersey: Editorial Aleph, 2012)
- Los papeles de Miranda. Caracas: José Agustín Catalá/El Centauro Ediciones, 2000
- Las dos muertes del General Simón Bolívar. Caracas: José Agustín Catalá/El Centauro Ediciones, 2004
- Los años de la Guerra a muerte. Caracas: José Agustín Catalá/El Centauro Ediciones, 2007
- Eros y la doncella. Madrid: Verbum, 2013
- La región vacía. Madrid: Verbum, 2014

### Übersetzungen

#### Deutsch
- "Um 20.25 ging Evita in die Ewigkeit ein", in: Mit den Augen in der Hand: argentinische Jüdinnen und Juden erzählen. Herausgegeben und übersetzt von Erna Pfeiffer. Wien: Mandelbaum Verlag, 2014, Seite 74–80

#### Englisch
- At 8:25 Evita Became Immortal. Transl. by Roberto Picciotto. Hanover, NH: Ed. del Norte, 1983